# 1986年8月逝世人物列表
1986年逝世人物列表：1月 - 2月 - 3月 - 4月 - 5月 - 6月 - 7月 - 8月 - 9月 - 10月 - 11月 - 12月
1986年8月逝世人物列表，是用于汇总1986年8月期间逝世人物的列表。

## 依日期排序

### 1日
- 卡洛·孔法洛涅里，93歲，義大利羅馬天主教樞機主教，樞機主教學院院長。[1]
- 保羅·德特勒夫森（Paul Detlefsen），86歲，丹麥出生的美國商業藝術家（馬克吐溫歷險記）。
- 瑪麗昂·格蘭特，68歲，美國歷史學家和作家，凯瑟琳·赫本的妹妹，心臟病發作。[2]
- 伊格內修斯·約瑟夫·卡西莫·亨德羅瓦約諾（Ignatius Joseph Kasimo Hendrowahyono），86歲，印尼政治家、貿易和農業部長。[3]
- 詹姆斯·霍蘭，75歲，愛爾蘭羅馬天主教神父。[4]
- 莉娜·甘迺迪，72歲，英國作家。[5]
- 威廉·克萊因（Willem Klein），73歲，荷蘭心算師，被謀殺。[6]
- Syd Negus，74歲，澳大利亞政治家，西澳大利亞州參議員。[7]
- 何塞·瑪麗亞·比達爾，51歲，西班牙足球運動員（皇家馬德里、西班牙），心臟病發作。[8]

### 2日
- Aligholi Ardalan，86歲，伊朗外交官，外交部長。
- 羅依·科恩（Roy Cohn），59歲，美國律師和檢察官，约瑟夫·雷蒙德·麦卡锡（Joseph McCarthy）的首席法律顧問，起訴了羅森堡夫婦（Julius and Ethel Rosenberg），愛滋病患者。[9]
- 雷納托·勒杜克（Renato Leduc），88歲，墨西哥詩人和記者。
- Shakti Prasad，58歲，印度卡纳达语演員（Immadi Pulikeshi、Antha）。

### 3日
- 保羅·德·格魯特，87歲，荷蘭政治家、國會二院議員、共產黨領袖。[10]
- 奧特瑪律·埃明格（Otmar Emminger），75歲，德國經濟學家，德意志联邦银行行長，心臟病發作。[11]
- 薩德·哈奇森（Thad Hutcheson），70歲，美國律師。[12]
- 喬治·庫茲涅茨，77歲，美國經濟學家（農業經濟學）。[13]
- Beryl Markham，83歲，英國出生的肯亞飛行員，首位獨自不間斷地從英國飛往北美的飛行員（West with the Night）。[14]
- Y. Eswara Reddy，70-71歲，印度政治家，Lok Sabha 成員，印度共产党領導人。
- 弗洛伦斯·里斯（Florence Reece），86歲，美國社會活動家和詞曲作者（你站哪边？），心臟病發作。[15]
- 喬·湯瑪斯（Joe Thomas），77歲，美國爵士薩克斯管演奏家。[16]
- William B. Williams，62 歲，美國唱片騎師（WNEW，Make Believe Ballroom），為法蘭·仙納杜拉創造了“董事會主席”，呼吸衰竭。[17]

### 4日
- Hyllus Maris，52 歲，澳大利亞原住民權利活動家（Women of the Sun），癌症。[18]
- 鮑勃·羅吉（Bob Roggy），29歲，美國標槍運動員，摔倒。[19]
- 威廉·乔伊斯（Willem Ruis），41歲，荷蘭遊戲節目主持人，心臟驟停。
- Thomas J. Valentino，79歲，義大利出生的美國商人，編譯了音效庫。[20]

### 5日
- Banesh Hoffmann，79歲，英國出生的美國物理學家和數學家（愛因斯坦-英費爾德-霍夫曼方程）。[21]
- Katharine Krom Merritt，100歲，美國小兒科醫生（Kasabach-Merritt 綜合征）。[22]
- Himzo Polovina，59歲，南斯拉夫歌手和詞曲作者，心臟病發作。[23]
- Karl Streibel，82歲，德國集中營指揮官（特拉夫尼基集中营）

### 6日
- 埃米利奧·費爾南德斯，82歲，墨西哥電影導演、演員和編劇（María Candelaria），心臟病發作。[24]
- 哈裡·詹森（Harry H. Johnson），91歲，美國陸軍上將。
- 菲洛梅·奧賓（Philomé Obin），94歲，海地畫家。[25]
- 金·威廉姆斯，62歲，美國作家、博物學家和全国公共广播电台評論員（万事皆晓），癌症。[26]
- Beppe Wolgers，57歲，瑞典作詞家和作家，消化性潰瘍。

### 7日
- Ladislav Hojer，28歲，捷克斯洛伐克連環殺手，被處決。[27]
- William J. Schroeder，54歲，美國士兵和人工心臟接受者，肺部感染。[28]
- 裘莉·圖利斯（Julie Tullis），47歲，英國登山者和電影製片人，在喬戈里峰下降過程中死亡。[29]

### 8日
- Yehoshua Cohen，64歲，以色列猶太復國主義激進分子（莱希），暗殺了兩名联合国特使，心臟病發作。[30]
- 艾拉·莉蓮·沃爾·范里爾（Ella Lillian Wall Van Leer），93歲，美國建築師和女權活動家。[31]

### 9日
- Eoin McNamee，71-72歲，愛爾蘭共和黨人，愛爾蘭共和軍參謀長，癌症。[32]
- 古斯塔夫·阿道夫·諾斯克（Gustav Adolf Nosske），83歲，德國律師，被定罪的戰犯。
- Jef Scherens，77歲，比利時場地自行車手，多次獲得世界冠軍。
- 露丝·泰特尔鲍姆（Ruth Teitelbaum），62歲，美國數學家和計算機程式師，最初的電子數值積分計算機程序師。

### 10日
- 亞瑟·卡佩爾（Arthur Capell），84歲，澳大利亞語言學家（澳大利亚原住民语言和南島語系）。[33]
- 帕拉斯凱娃·克拉克，87歲，俄羅斯出生的加拿大畫家，中風。[34]
- 弗拉蒂斯拉夫·埃芬伯格（Vratislav Effenberger），63歲，捷克斯洛伐克作家。[35]
- 傑奎琳·加茲登（Jacqueline Gadsden），86歲，美國無聲銀幕女演員（義大利）。[36]
- KC George，83歲，印度政治家，联邦院成員，食品和森林部長。[37]
- 路德·卡林頓·古德裡奇（Luther Carrington Goodrich），91歲，美國汉学家和作家。[38]
- 湯姆·格林韋德，81歲，美國職業棒球大聯盟球探，心力衰竭。[39]
- Palapatti Sadaya Goundar Kailasam，70歲，印度法學家，印度最高法院法官。
- 艾倫勞斯（Alan Rouse），34歲，英國登山家，在喬戈里峰下降時死亡。[40]
- Arun Shridhar Vaidya，60歲，印度陸軍將軍，被暗殺。[41]

### 11日
- 卡爾·杜爾迪格（Karl Duldig），83歲，波蘭出生的澳大利亞雕塑家。[42]
- 湯姆·戈爾曼，67歲，美國職業棒球大聯盟（纽约巨人）和裁判，心臟病發作。[43]
- 彼得·馬洪，62歲，紐西蘭高等法院法官，心力衰竭。[44]
- 查克·麦金利，45歲，美國網球運動員，多次美國公開賽冠軍，腦瘤。[45]
- Hans-Joachim Riecke，87歲，納粹德國政治家。[46]
- Heinz Strehl，48歲，西德足球運動員（纽伦堡足球俱乐部、德國國家足球隊），心力衰竭。[47]

### 12日
- 霍華德·芬恩（Howard Finn），68歲，美國城市規劃師和建築師，心臟病發作。[48]
- 霍華德·賈維斯（Howard Jarvis），82歲，美國政治家、商人和說客，患有血液病。[49]
- 保拉·莫裡，57歲，義大利女演員，奧森·威爾斯的妻子，交通事故。[50]
- 萊昂納德·穆蘭巴（Léonard Mulamba），57-58歲，扎伊爾政治家和外交官，剛果-利奧波德維爾總理，駐三個國家的大使。
- Evaline Ness，75歲，美國兒童作家（Sam， Bangs & Moonshine），心臟病發作。[51]
- Hans Pesser，74歲，奧地利足球運動員（奧地利 Rapid Wien）。
- 費利克斯·薩爾澤（Felix Salzer），82歲，奧地利裔美國音樂學家。[52]

### 13日
- Way Bandy，45歲，美國化妝師，愛滋病。[53]
- 喬·博爾頓，75歲，美國電視和廣播名人（WPIX – 迪克·特雷西秀），心臟病發作。[54]
- 佩珀·康斯特布爾（Pepper Constable），72歲，美式橄欖球運動員和醫生，溺水身亡。[55]
- 安娜·多達斯·伊·諾格爾（Anna Dodas i Noguer），23歲，西班牙加泰羅尼亞詩人，被謀殺。
- 卡特琳娜·雅伯羅（Caterina Jarboro），88歲，美國歌劇演唱家。[56]
- 揚科拉夫林（Janko Lavrin），99歲，出生於斯洛維尼亞的英國小說家和歷史學家。[57]
- 海倫·麥克，72歲，美國女演員（巴黎沉睡時、金剛之子），癌症。[58]
- Mãe Menininha do Gantois，92歲，巴西精神領袖，Ilê Axé Iyá Omin Iyamassê 神廟的負責人。[59]
- 卡普爾·辛格，77歲，印度錫克教政治家，人民院成員。

### 14日
- 喬米·加西亞·阿斯科特（Jomí García Ascot），59歲，突尼西亞出生的墨西哥詩人和電影導演。
- 邁克爾·勞倫斯·海德（Michael Lawrence Haider），81歲，美國石油工程師，美国国家工程院創始人和埃克森美孚合作公司董事長。[60]

### 15日
- 溫思羅普·薩金特（Winthrop Sargeant），82歲，美國小提琴家和音樂評論家（紐約客）。[61]
- 約翰·特雷維利安（John Trevelyan），83歲，英國電影分級委員會（British Board of Film Censors）的英國秘書。[62]
- 哈拉爾德·維伯格（Harald Wiberg），78歲，瑞典作家和插畫家。

### 16日
- 派翠克·比斯利（Patrick Beesly），73歲，英國情報官員和作家。
- 雷金納德·芬德森，74歲，美國演員。
- 索尼婭·羅斯瑪麗·吉佩爾（Sonia Rosemary Keppel），86歲，英國作家和社交名媛，卡蜜拉王后的祖母。
- 約翰·莫德，85歲，英國法官和政治家，下議院議員。[63]
- William T. Pheiffer，88歲，美國政治家和外交官，美國眾議院議員，駐多明尼加共和國大使。[64]
- 瑞恩·普萊斯（Ryan Price），74歲，英國賽馬馴馬師。
- 海梅·薩恩斯（Jaime Sáenz），64歲，玻利維亞詩人、小說家和記者。
- 埃絲特·謝米茨，86歲，美國畫家（希斯案）。[65]

### 17日
- MG Chakrapani，75歲，印度演員和電影製片人（Mahamaya、Thaai Magalukku Kattiya Thaali）。[66]
- Shipwreck Kelly，76歲，美國 NFL 足球運動員（布魯克林道奇隊），中風。[67]
- Charles Loewen，85歲，加拿大出生的英國陸軍將軍。[68]
- 薩米·維克（Sammy Vick），91歲，美國職業棒球大聯盟球員（紐約洋基）。[69]

### 18日
- 薇薇安·斯圖爾特（Vivian Stuart），72歲，英國作家。[70]

### 19日
- 赫敏·巴德利（Hermione Baddeley），79歲，英國女演員（頂樓的房間（Room at the Top）、牛奶列車不再停在這裡（The Milk Train Doesn't Stop Here Anymore）、貴族貓（The Aristocats））。[71]
- 威爾弗雷德·比弗（Wilfred Beaver），89歲，英國和美國的王牌飛行員。[72]
- 雅普·伯格（Jaap Burger），81歲，荷蘭政治家，欧洲议会議員。[73]
- Hugh De Lacy，76歲，美國政治家，美國眾議院議員，癌症。[74]
- 齊亞·法特哈巴迪（Zia Fatehabadi），73歲，印度詩人。
- 熱拉爾·加西奧羅夫斯基（Gérard Gasiorowski），56歲，法國攝影師和畫家，心臟病發作。[75]
- 洛倫佐·塔克（Lorenzo Tucker），79歲，美國演員，肺癌。[76]

### 20日
- 米爾頓·阿科恩（Milton Acorn），63歲，加拿大詩人和劇作家，心臟病發作。[77]
- 芭芭拉·巴泰（Barbara Bartay），65歲，捷克斯洛伐克出生的美國女演員，結直腸癌。
- 沃爾特·布魯克，71歲，美國演員（畢業生），肺氣腫。[78]
- 喬伊·布萊特·漢考克，88歲，美國海軍軍官。[79]
- 愛德華·豪厄爾（Edward Howell），84歲，英裔澳大利亞演員和製片人（A Country Practice）。[80]
- 薩德·鐘斯（Thad Jones），63歲，美國爵士小號手、作曲家和樂隊領隊，癌症。[81]
- 維奇納·卡普蘭（Vichna Kaplan），72-73歲，俄羅斯出生的美國學術管理人員。[82]
- Gauriprasanna Mazumder，60歲，印度作詞家（Palatak）。
- Abdur Rashid Tarkabagish，85歲，孟加拉國政治家，孟加拉国人民联盟主席。[83]
- 奧斯丁·沃倫（Austin Warren），87歲，美國文學評論家和英語教授。[84]

### 21日
- 巴塔，78歲，西班牙足球運動員（畢爾巴鄂競技、西班牙）。[85]
- William C. Chase，91歲，美國二戰將軍。[86]
- Chaim Levanon，87歲，波蘭出生的以色列政治家，特拉維夫市長。
- 菲利克斯·米切爾（Felix Mitchell），31歲，美國毒梟，被謀殺。[87]
- 亞歷山大·奧尼爾（Alexandre O'Neill），61歲，葡萄牙作家。
- 羅斯科·查理斯·威爾遜（Roscoe Charles Wilson），81歲，美國空軍上將，美國空軍空軍戰爭學院指揮官。[88]

### 22日
- 瓦利·阿洪多夫，70歲，亞塞拜然政治家，阿塞拜疆共产党第一書記。
- Celâl Bayar，103歲，土耳其政治家、總理和總統。[89]
- 布魯斯·考林（Bruce Cowling），66歲，美國演員。[90]
- 查理·埃克特（Charlie Eckert），89歲，美國職業棒球大聯盟棒球運動員（費城田徑隊）。[91]
- Dots Johnson，73歲，美國演員（Paisan，The Joe Louis Story）。[92]
- Walter T. Kelley，88-89歲，美國養蜂人。
- 索巴·辛格，84歲，印度畫家。[93]
- F. Palmer Weber，72歲，美國商人和活動家。[94]

### 23日
- 何塞·埃斯特拉达（José Estrada），48歲，墨西哥導演兼編劇（墨西哥人，You Can Do It）。
- 阿德里安娜·法讚（Adrienne Fazan），80歲，美國電影剪輯師（花都舞影、金粉世界）。
- 唐納德·福蒂爾（Donald Fortier），39歲，美國情報人員（美国国家安全委员会），癌症。[95]
- Herman H. Hanneken，93歲，美國海軍陸戰隊將軍，荣誉勋章獲得者。[96]
- 米哈伊爾·庫茲涅佐夫，68歲，蘇聯演員（伊凡雷帝）。
- Warren P. Mason，85歲，美國電氣工程師、物理學家和作家。[97]
- 愛德華多·基松賓（Eduardo Quisumbing），90歲，菲律賓植物學家。[98]

### 24日
- 哈裡·本傑明（Harry Benjamin），101歲，德裔美國性學家和內分泌學家（跨性別研究）。[99]
- John P. Caufield，67歲，美國政治家，新泽西州参议院議員，紐瓦克消防局消防局局長。[100]

### 25日
- 羅納德·貝茨（Ronald Bates），54歲，美國照明設計師，心臟病發作。[101]
- 艾倫·凱斯，51歲，美國演員（副手），心臟病發作。[102]
- Bernie Elsey，79-80歲，澳大利亞企業家和房地產開發商，癌症。[103]
- M. Stanley Livingston，81歲，美國物理學家，回旋加速器的共同發明者，费米国立加速器实验室副主任，前列腺癌。[104]
- 賽義德·哈桑·馬哈茂德（Syed Hasan Mahmood），63歲，巴基斯坦政治家和板球管理員，巴哈瓦爾普爾州首席部長。[105]
- 瑪麗·穆迪·諾斯滕（Mary Moody Northen），94歲，美國金融家和慈善家，美國國家保險公司（American National Insurance Company）和穆迪國家銀行（Moody National Bank）董事會主席。[106]
- 費爾南多·瓦茲，68歲，葡萄牙足球運動員和經理（Casa Pia）。[107]

### 26日
- 雷蒙德·阿貝利奧，78歲，法國作家。
- Elsie M. Burrows，72歲，英國植物學家。
- Marion Fyfe，88歲，紐西蘭動物學家。
- 胡·哈裡斯，64歲，加拿大政治家。
- 湯瑪斯·哈普爾，70歲，紐西蘭板球運動員。
- 馬文·哈特利，81歲，美國電影作曲家（Hal Roach Studio）。[108]
- Walther Hess，86歲，德國板球運動員。
- 泰德·奈特，62歲，美國演員（瑪麗·泰勒·摩爾秀、瘋狂高爾夫、Too Close for Comfort）、結腸癌。[109]
- 桑多爾·馮·科隆佩（英语：Sándor von Korompay），74歲，匈牙利奧運賽艇運動員（1936年）。
- 肯特·倫德葛籣（Kent T. Lundgren），72歲，美國政治家。
- 艾倫·派克希爾，74歲，紐西蘭橄欖球運動員。
- 杉浦睦夫，68歲，日本工程師。
- 羅莎·托拉斯（英语：Rosa Torras），91歲，西班牙奧林匹克網球運動員（1924年）。

### 27日
- Snehansu Kanta Acharya，72歲，印度政治家。
- 格奧爾基·阿格扎莫夫（Georgy Agzamov），31歲，蘇聯國際象棋選手，摔倒了。
- 丹尼爾·菲尼奧萊，72歲，海地政治家，臨時總統（1957年）。[110]
- 伯納德·豐隆，61歲，喀麥隆政治家和教育家。
- 愛德華·福特（Edward Ford），84歲，澳大利亞醫生。
- 喬伊斯·曼蘇爾（Joyce Mansour），58歲，埃及-法國詩人，癌症。
- 德拉古丁·米蒂奇，68歲，南斯拉夫裔美國網球運動員。
- George Nēpia，81歲，紐西蘭橄欖球運動員。
- 阿爾弗雷德·皮爾金頓（Alfred Pilkington），85歲，英國板球運動員。
- 保羅·夏卡（Paul Sciacca），77歲，美國黑幫（博南諾犯罪家族）。
- 奥尔加·希尔汉诺娃，65歲，捷克奧林匹克體操運動員（1948年）。
- Robbie Wijting，61歲，荷蘭將軍。

### 28日
- 喬治·奇塔亞（Giorgi Chitaia），95歲，蘇聯喬治亞民族志學家。
- 亞瑟·坎利夫（Arthur Cunliffe），77歲，英國足球運動員。
- 亞歷山大·多爾貢（Alexander Dolgun），59歲，美國作家，古拉格倖存者，腎功能衰竭。[111]
- 羅素·李（Russell Lee），83歲，美國攝影師。[112]
- 唐·西蒙斯（Don Simmons），68歲，澳大利亞政治家。
- 埃爾維·辛納沃（Elvi Sinervo），74歲，芬蘭作家。
- 西里爾·特雷爾，67歲，威爾士足球運動員。
- 菲力浦·瓦盧瓦（Philippe Valois），79歲，加拿大政治家。

### 29日
- 埃利斯·阿沖，82歲，特立尼達和多巴哥板球運動員。
- 賈爾斯·巴林（Giles Baring），76歲，英國板球運動員。
- 阿爾弗雷德·費貢（Alfred Fagon），49歲，英國劇作家，心臟病發作。
- L. Raymond Fennell，92歲，加拿大政治家。
- 羅伊·金，82歲，美國畫家和雕塑家。
- 弗拉基米爾·庫茲涅佐夫，55歲，蘇聯奧運會標槍運動員（1952年、1956年、1964年）。
- 陆士嘉，75歲，中國物理學家和航空航天工程師。
- 薩克斯·馬拉德（Sax Mallard），70歲，美國爵士音樂家，癌症。
- 哈羅德·馬修斯（Harold Matthews），83歲，澳大利亞足球運動員。
- 米切爾上校，72歲，澳大利亞足球運動員。
- 亞歷克斯·門羅，74歲，蘇格蘭足球運動員。
- 羅納德·泰勒（Ronald Taylor），77歲，英國板球運動員。
- 斯圖爾特·楊（Stuart Young），52歲，英國企業高管。

### 30日
- 瑪格麗特·伍德·班克羅夫特，93歲，美國博物學家。
- 福雷斯特·埃弗哈特（Forrest E. Everhart），64歲，美國士兵，榮譽勳章獲得者。
- 湯瑪斯·基爾布賴德，75歲，愛爾蘭政治家。
- 沃爾特·庫奇曼（Walter Kutschmann），72歲，德國-阿根廷特別行動隊和戰犯，心臟病發作。[113]
- 愛德華·拉金（Edward P. Larkin），71歲，美國政治家。
- 阿爾多·朗吉諾蒂，76歲，義大利奧運拳擊手（1932年）。
- 奧托·莫滕森（Otto Mortensen），79歲，丹麥作曲家。
- 喬治·佩拉瓦（George Pelawa），18歲，美國冰球運動員，交通事故。
- 安娜貝爾·蘭金夫人（Dame Annabelle Rankin），78歲，澳大利亞政治家。
- 約翰·塔格爾，25歲，美式橄欖球運動員，癌症。[114]
- 伯尼斯·范德弗裡斯（Bernice T. Van der Vries），96歲，美國政治家。
- 戈登·韋伯（Gordon Webber），73歲，美國作家。

### 31日
- 卡爾·阿爾伯格（Carl Alberg），85歲，瑞典船舶設計師。
- 豪爾赫·亞歷山德里，90歲，智利政治家，總統（1958-1964）。[115]
- 愛德華·布裡格（Edward Buehrig），75歲，美國政治學家。
- 伊莉莎白·科茨沃斯（Elizabeth Coatsworth），93歲，美國作家（《上天堂的貓》）。[116]
- 亨利·摩尔，88歲，英國雕塑家。[117]
- 乌尔霍·吉科宁，85歲，芬蘭政治家、總統（1956-1982）和總理（1950-1953、1954-1956）。[118]
- 戈弗雷多·帕裡斯，56歲，義大利作家和記者。
- Čestmír Řanda，62歲，捷克演員。